# Youyi Xi Lu
Youyi Xi Lu (chiń. 友谊西路站) – stacja metra w Szanghaju, na linii 1. Zlokalizowana jest pomiędzy stacjami Fujin Lu i Bao’an Gonglu. Została otwarta 29 grudnia 2007.